# 太布
太布（たふ）は、綿花以外の植物繊維で織られた布全般を指す。現代では、その一部の技法が伝統工芸として残ったため、楮（こうぞ）や藤蔓から作られた布のみを太布と呼ぶ場合もある。これについては木綿 (ゆう)の項目参照。

## 概要
呼称が使われ始めた時期は不明。由来は、税として納める布に比して太い糸を用いたためではないか、との説がある。また、日本人の用いていた布に関する最古の文献は『魏志倭人伝』である。そこに紵麻と絹織物を作っているとの記述がある。ただ、世界各地の風俗との比較や遺跡の出土品などから、布生産の初期から太布は用いられていたのではないかと推測されている。
『魏志倭人伝』では、紵麻が育てられていると記され、苧麻を意味する紵と麻を分けるのか議論が分かれるが、『後漢書』倭伝では、麻紵と記され一般に分けて読まれる。
太布の材料の主なものは、麻、苧麻、藤、葛、楮、栲、科（シナ）、アッシが推測されている。苧麻は、糸を引き出す寸前にまで加工すると青苧（アオソ）の名称でよく言及される。江戸時代の越後国の主力商品である。
柳田國男は『木綿以前のこと』にて、木綿の登場により、それ以前の衣料用の布（柳田は麻と記述しているが、他の箇所で藤や楮を、木綿登場以前の衣料用の布の材料として挙げている）がほぼ駆逐されたととれる記述をしている。証拠を伴わない散文的な意見であるが、他書でしばしば引用されている。昭和の初期まで、特に地方の農村では太布の衣服が日常着だったという証言もあり、前述のように現代でも伝統工芸として残っている事例もある。
現在、日本で木綿の太布を生産しているのは徳島県那賀郡那賀町木頭（旧木頭村）の阿波太布製造技法保存伝承会だけである。

## 生産方法
材料が異なっても、手順は大体において同じである。工程にかかる時間や、仕上がった糸の性質が異なる程度。
1. 材料を採取する：樹皮なら剥ぐ。草なら刈り取る。
2. 水にさらし、材料の柔軟性を増す。
3. 蒸して材料をほぐしやすくする。
4. 道具を使い、材料から繊維を引き出す。
5. 績む／紡ぐ：引き出した繊維を撚り合わせ、つなぎ、糸を作る。
6. 機織り機で糸から布を織る。

※材料や用途により、工程の合間や、布が仕上がった後に、木槌などで叩いて繊維をしなやかにする（砧打ち）。

## 文化財指定
徳島県那賀町における太布は阿波太布（あわたふ）あるいは楮布（こうぞふ）とよばれる。木綿が普及する以前は、楮布を「木綿（ゆう）」と呼んでいたほど広く使われた。当地区では布袋や畳縁用に明治時代まで盛んに作られ、受け継がれてきた製造技術は徳島県の無形文化財に指定されているほか、阿波の太布製造技術（あわのたふせいぞうぎじゅつ）として、国の重要無形民俗文化財に指定されている。